# Quiz Show (programma televisivo)
Quiz Show, noto anche come Quiz Show - L'occasione di una vita, è un programma televisivo italiano andato in onda su Rai 1 dal 23 ottobre 2000 al 5 gennaio 2002, condotto da Amadeus.

## Format
Si trattava di un game show, in onda nella fascia preserale, basato sul format australiano It's Your Chance of a Lifetime di Seven Network esportato in vari Paesi. Trasmesso a Roma dal Teatro 18 di Cinecittà, Quiz Show era condotto da Amadeus assieme alla valletta Gessica Gusi; quest'ultima ricopriva i panni di Donna Fortuna, incaricata di consegnare le varie domande del quiz.
I concorrenti, estratti dal pubblico, potevano – rispondendo in 512 secondi a una serie di dieci domande di difficoltà sempre maggiore – vincere un montepremi crescente da uno fino a 512 milioni di lire; in caso di ritiro anticipato dal gioco, il concorrente poteva portare a casa il denaro accumulato fin lì solamente rispondendo a una speciale domanda di uscita, portata in studio da Donna Fortuna, che poteva valere il 10%, il 50% o il 100% del premio accumulato.
Nella seconda e ultima edizione di Quiz Show, furono apportate varie novità alla struttura del gioco, tra cui la possibilità per il concorrente di ricorrere per due volte al cambio della domanda, e l'aiuto in studio da parte di un amico (nella 5ª e nella 7ª domanda); inoltre dal il 1º gennaio 2002, per l'avvenuto passaggio di valuta dalla lira all'euro, il montepremi del game show diventò di 264.426 euro.
La scala dei premi era così composta:
| Domanda | Puntata     | Vincita     | Opzioni di risposta |
| ------- | ----------- | ----------- | ------------------- |
| 1       | 1.000.000   | 1.000.000   | 1                   |
| 2       | 1.000.000   | 2.000.000   | 2                   |
| 3       | 2.000.000   | 4.000.000   | 3                   |
| 4       | 4.000.000   | 8.000.000   | 4                   |
| 5       | 8.000.000   | 16.000.000  | 5                   |
| 6       | 16.000.000  | 32.000.000  | 6                   |
| 7       | 32.000.000  | 64.000.000  | 7                   |
| 8       | 64.000.000  | 128.000.000 | 8                   |
| 9       | 128.000.000 | 256.000.000 | 9                   |
| 10      | 256.000.000 | 512.000.000 | 10                  |

Nella prima edizione del gioco il montepremi finale di 512 milioni è stato vinto cinque volte, mentre nella seconda edizione, tre volte. Una puntata serale, col titolo Super Quiz Show, fu trasmessa a marzo 2002, vedendo subito la conquista del montepremi massimo, 256.000 euro: tuttavia, a causa dei bassi ascolti, quella rimase l'unica puntata serale e vennero cancellate le quattro successive.

## Accoglienza
Quiz Show registrò un buon successo di pubblico, ottenendo nella sua prima edizione un riscontro di 5 milioni e mezzo di telespettatori, con uno share medio intorno al 30%; dati che ne fecero il programma più visto nella sua fascia oraria.
Nella puntata dell'8 febbraio 2001 ottenne il suo ascolto più alto, nella fascia del preserale, con 7.279.000 telespettatori (35,10% di share); mentre in termini di share, ottenne il 35,92% (con 7.103.000 telespettatori) nella puntata del 12 dicembre 2000. Nella fascia dell'access prime time, dopo il TG1 e Il Fatto, il quiz ottiene un ascolto pari a 10.223.000 telespettatori (34,50% di share) nella puntata del 13 febbraio 2001.
Godette di una certa attenzione Gessica Gusi, giovane modella alla sua prima esperienza televisiva, che grazie al ruolo muto di Donna Fortuna salì a una discreta ribalta mediatica nei primi anni 2000. Proprio la partecipazione al programma di Donna Fortuna fu oggetto di critiche da parte di alcuni osservatori, per via della tipologia di donna proposta; Fulvio Abbate la giudicò perlopiù una «presenza perturbante» senza «diritto alla parola», definendola «nient'altro che il nulla, il vuoto».
Il game show si concluse nel 2002, a causa di una precedente denuncia per plagio di Aran Endemol e Mediaset fatta recapitare nel 2001 alla società produttrice Einstein Multimedia, motivata dalle troppe somiglianze ravvisate con il loro programma rivale Chi vuol essere miliardario? in onda su Canale 5.

## Videogioco
Nato in Italia tramite l'accordo tra la Einstein Multimedia (società produttrice del programma) e la Halifax, esso era pubblicato nel dicembre 2001 per PC e PlayStation da quest'ultima, ma fu interamente sviluppato dalla inglese Warthog. Lo stesso Amadeus appare e interagisce virtualmente con il giocatore.

## Media ascolti TV
| Edizione  | Telespettatori | Share  |
| --------- | -------------- | ------ |
| 2000-2001 | 5.500.000      | 29,64% |